# Liceo Valdese
Il Liceo Valdese è un istituto di istruzione secondaria fondato nel 1831 a Torre Pellice.

## Storia
Nato su impulso di alcuni filantropi inglesi, tra cui William Stephen Gilly e John Charles Beckwith, diedero la denominazione di Holy Trinity College, il Liceo Valdese assunse dapprima la versione francofona di Collège e infine quella italiana di Collegio Valdese. Nel 1898 diventò Liceo classico pareggiato riconosciuto dallo Stato. Oggi è una scuola laica articolata in quattro indirizzi di studio: liceo classico, liceo scientifico, liceo linguistico e liceo sportivo.